# HSV (färgsystem)

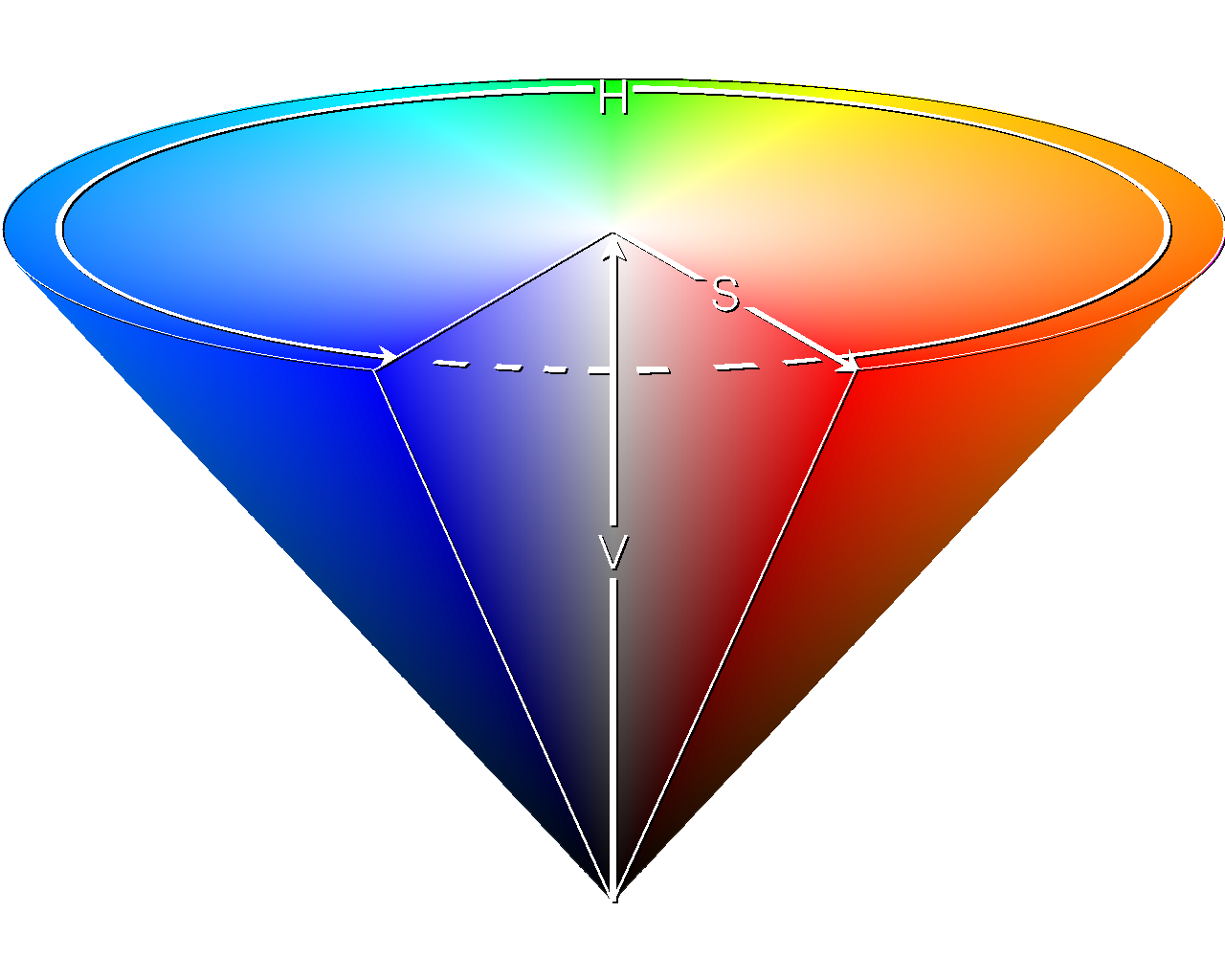
Kulörton H, Mättnad S, Intensitet V

Kulörtonsskala

HSV, av engelska Hue, Saturation, Value (kulörton, mättnad, ljusintensitet), är det färgsystem som används oftast i olika datorprogram för att blanda färger, till exempel Photoshop. På engelska används också akronymen HSB (Hue, Saturation, Brightness) för samma färgsystem, och på svenska kallas det NMI, där bokstäverna står för Nyans, Mättnad och Intensitet. Den svenska benämningen är dock missvisande, eftersom den korrekta svenska översättningen av hue är kulörton och inte nyans, något som bland annat uttrycks i det standardiserade färgbeteckningssystemet NCS.
HSV-modellen är formad som en kon där koordinaten för ljusintensitet (value) är kartesisk medan kulörton (hue) och mättnad (saturation) anges polärt (där vinkeln ger kulörtonen och avståndet från origo mättnaden).
En nackdel med HSV-systemet är att man inte kan ändra färgens kromaticitet på ett enkelt sätt. När man ändrar färgmättnaden så ändras även färgens ljushet, eftersom värdet för mättnad bara kan vara maximalt om ljusintensiteten också är det.

## HSL
HSL är ett annat färgsystem med motsvarande användningsområde och ett snarlikt namn. HSL står där för Hue, Saturation, Lightness. Terminologin är här mycket förvirrande, dels för att termen saturation inte har samma betydelse i de båda systemen, dels för att de engelska orden brightness och lightness syftar på olika saker men båda brukar översättas med ljushet.